# Amiloza
Amiloza je polisaharid, odnosno linearni polimer sastavljen od 200-300 molekula D-glukoze koji su povezani α(1→4) glikozidnom vezom. Međusobno povezani glukozni monomeri ne grade izduženu formaciju, već spiralno uvijeni lanac u obliku heliksa. Molekulska masa ove strukture se kreće u rasponu od 105 do 106, u ovisnosti od sastava i podrijetla.
Amiloza sudjeluje u izgradnji škroba zajedno s amilopektinom, gdje na nju otpada oko 15-25% od ukupne količine škroba. Zapravo, ona sudjeluje u izgradnji unutrašnjeg dijela a amilopektin u izgradnji opne pojedinačnog škrobnog zrnca.
Zamjena za rižu, koja sadrži visok postotak amiloze, ima znatno niži glikemijski indeks od prave riže i preporučuje se osobama oboljelim od dijabetesa.